# Champions Carry On
Champions Carry On ist ein US-amerikanischer Kurzfilm von Arthur Lincer aus dem Jahr 1943.

## Handlung
Der Film zeigt, wie sich bekannte US-amerikanische Sportler an den Kriegsanstrengungen der USA beteiligen. Die Bilder werden von Erzähler Ed Thorgersen begleitet.

## Produktion
Champions Carry On entstand als Teil der Kurzfilmreihe Ed Thorgerson’s Sports Review. Der Film wurde am 10. Dezember 1943 veröffentlicht.

## Auszeichnungen
Champions Carry On wurde 1944 für einen Oscar in der Kategorie „Bester Kurzfilm (eine Filmrolle)“ nominiert, konnte sich jedoch nicht gegen Amphibious Fighters durchsetzen.